# Eka Darville
Eka Darville (Cairns, 11 aprile 1989) è un attore australiano.

## Biografia
Darville è conosciuto principalmente per i suoi ruoli televisivi, nel 2008 diventa uno dei protagonisti della terza stagione della serie Blue Water High, interpretando Adam Bridge. 
Nel 2009 invece diventa uno dei protagonisti della diciassettesima serie del franchise Power Rangers, Power Rangers RPM, dove interpreta Scott Truman. 
Nel 2010 interpreta il ruolo di Pietros in Spartacus - Sangue e sabbia. Dal 2013 al 2014 prende parte alla prima stagione di The Originals, interpretando la parte del vampiro Diego.
Nel 2015 entra nel cast della serie TV Empire, dove interpreta il ruolo di Ryan Morgan, un documentarista, e interesse amoroso di Jamal Lyon.
Nel 2015 diventa uno dei protagonisti della serie Marvel Jessica Jones dove interpreta il personaggio di  Malcolm Ducasse. Nel 2024 interpreta il sadico gorilla Sylva in Il regno del pianeta delle scimmie.

## Filmografia

### Cinema
- The Sapphires, regia di Wayne Blair (2012)
- Mr. Pip, regia di Andrew Adamson (2012)
- Her Smell, regia di Alex Ross Perry (2018)
- Il regno del pianeta delle scimmie (Kingdom of the Planet of the Apes), regia di Wes Ball (2024)

### Televisione
- Answered by Fire – film TV (2006)
- East of Everything – serie TV, 1 episodio (2007)
- Blue Water High – serie TV, 103 episodi (2008)
- Power Rangers RPM – serie TV, 32 episodi (2009)
- Spartacus - Sangue e sabbia (Spartacus: Blood and Sand) – serie TV, 6 episodi (2010)
- The Elephant Princess – serie TV, 27 episodi (2011)
- Terra Nova – serie TV, 3 episodi (2011)
- Shelter – film TV (2012)
- The Vampire Diaries – serie TV, episodio 4x20 (2013)
- The Originals – serie TV, 13 episodi (2013-2014)
- Empire – serie TV, 4 episodi (2015)
- Jessica Jones – serie TV, 30 episodi (2015-2019)
- The Defenders – miniserie TV, 4 puntate (2017)
- Tell Me a Story – serie TV, 10 episodi (2019-2020)

## Doppiatori italiani
Nelle versioni in italiano delle opere in cui ha recitato, Eka Darville è stato doppiato da:
- Alessio Puccio in Spartacus - Sangue e sabbia, Mr. Pip
- Gabriele Trentalance in The Vampire Diaries, The Originals
- Federico Campaiola in Jessica Jones, The Defenders
- Simone Crisari in Blue Water High
- Paolo De Santis in Power Rangers RPM
- Stefano Crescentini in Terra Nova
- Manuel Meli in Tell Me a Story
- Francesco De Francesco ne Il regno del pianeta delle scimmie